# Synalpheus disparodigitus
Synalpheus disparodigitus är en kräftdjursart som beskrevs av Armstrong 1949. Synalpheus disparodigitus ingår i släktet Synalpheus och familjen Alpheidae. Inga underarter finns listade i Catalogue of Life.